# 1589
Năm 1589 (số La Mã: MDLXXXIX) là một năm thường bắt đầu vào ngày Chủ nhật trong lịch Gregory (hoặc một năm thường bắt đầu vào thứ Tư trong lịch Julius chậm hơn 10 ngày).